# Eric Tinkler
Eric Tinkler (Roodepoort, 30 de julho de 1970) é um ex-futebolista profissional e treinador de futebol sul-africano, que atuava como meio-campista. Atualmente comanda o SuperSport United.

## Carreira
Em sua carreira, iniciada em 1989 no Bidvest Wits, Tinkler jogou ainda por Vitória de Setúbal, Cagliari, Barnsley e Caldas. Parou de jogar em 2007, em sua segunda passagem pelo Wits.

## Seleção da África do Sul
Pela Seleção Sul-Africana, atuou em 45 partidas entre 1994 e 2002, marcando um gol. Esteve presente em três edições do Campeonato Africano das Nações (1996 - onde conquistou seu único título pelos Bafana Bafana - , 2000 e 2002) e da Copa das Confederações de 1997, mas foi preterido para as Copas de 1998 e 2002.

## Pós-aposentadoria
Depois de trabalhar como auxiliar-técnico de Roger de Sá no Bidvest Wits, o ex-meio-campista estreou como treinador em 2015, no Orlando Pirates. Comandou ainda o Cape Town City antes de assinar com o SuperSport United

## Títulos
África do Sul:
- Copa das Nações Africanas de 1996